# Eva mitocondriale

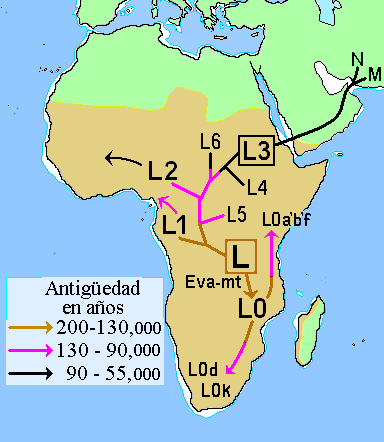
Albero filogenetico profondo dall'Eva mitocondriale

Nella genetica umana, Eva mitocondriale è il nome assegnato all'antenata comune dalla quale tutti gli esseri umani viventi discendono in linea materna. Una comparazione del DNA mitocondriale di appartenenti alla specie umana di diverse etnie e regioni suggerisce che tutte queste sequenze di DNA si siano evolute molecolarmente dalla sequenza di un solo esemplare. In base all'assunto che un individuo erediti i mitocondri solo dalla propria madre, questa scoperta implica che tutti gli esseri umani abbiano una linea di discendenza femminile derivante da una donna che i ricercatori hanno soprannominato Eva mitocondriale. Basandosi sulla tecnica dell'orologio molecolare, che mette in correlazione il passare del tempo con la deriva genetica osservata, si ritiene che Eva sia vissuta fra i 99 000 e i 200 000 anni fa. La filogenia suggerisce che sia vissuta in Africa.

## L'importanza di Eva
Anche se prende il nome dall'Eva biblica, l'Eva mitocondriale non era l'unica femmina umana del suo tempo. Fino a 20 000 individui della sua specie potrebbero aver vissuto nella stessa epoca; solo Eva, però, avrebbe prodotto una linea di figlie ininterrotta e tuttora esistente. Come risultato, solo i suoi mitocondri avrebbero discendenti nelle cellule degli esseri umani viventi. Eva sarebbe, perciò, l'unica femmina della sua generazione dalla quale tutti i viventi discendono attraverso le loro linee materne.
In altre parole, l'Eva mitocondriale sarebbe la più recente antenata mitocondriale di tutti gli esseri umani viventi ma, naturalmente, sua madre, sua nonna materna e così via erano anch'esse parte di questa linea materna.
L'Eva mitocondriale degli esseri umani viventi oggi non era, probabilmente, la stessa Eva mitocondriale di quelli che vissero migliaia di anni fa o che vivranno tra qualche migliaio di anni.
Resta inteso che Eva non deve necessariamente essere il nostro più recente antenato comune.

## La catena degli eventi
Il fatto sorprendente, ma ritenuto frutto del caso più che della selezione naturale, è che nessun'altra linea esclusivamente femminile del periodo di Eva sia sopravvissuta. Una donna ottiene il titolo di Eva retroattivamente, attraverso una serie eccezionale di figlie. In ognuna delle sue generazioni discendenti c'è una figlia che dà alla luce un'altra figlia. Solo quando le serie di tutte le altre contendenti vengono spezzate, Eva prende possesso del suo titolo. Come conseguenza, il premio non è assolutamente certo perché, non essendo stata analizzata la discendenza dell'intera popolazione mondiale, tra i miliardi di individui sulla Terra potrebbero essercene alcuni discendenti da altre linee materne. Tuttavia risulta comunque assolutamente meno probabile trovare altre linee materne rispetto al caso in cui l'attribuzione delle linee materne stesse fosse assolutamente casuale, e se quindi il modo in cui il DNA mitocondriale si eredita fosse sconosciuto.
Il processo ipotizzato per cui tutte le linee di discendenza, eccetto una, scompaiono, è essenzialmente lo stesso della deriva genetica degli alleli. Come è vero per la "fissazione", o soppiantazione, di tutti gli altri alleli in base alla deriva genetica, è molto più improbabile che il processo di fissazione matrilineare, essendo molto più lento, raggiunga il completamento in un'ampia popolazione rispetto a una popolazione ridotta. Se Eva fosse vissuta assieme a un milione o un miliardo di altre femmine, sarebbe molto improbabile che gli antenati matrilineari di tutti gli esseri umani viventi oggi convergano su Eva (o su qualsiasi sua contemporanea).
Per quale ragione la comunità delle omologhe di Eva sarebbe stata così piccola? Una delle possibili ipotesi è che la popolazione mondiale degli esseri umani nell'epoca di Eva sia passata attraverso un collo di bottiglia. Un'altra è che Eva vivesse in una sotto-popolazione di umani che soppiantò tutti gli altri. Una versione ancor più estrema di quest'ultimo scenario è che Eva abbia vissuto poco dopo un qualsiasi evento isolante causato dalla speciazione degli esseri umani moderni (Homo sapiens). Infatti, fra i resti di Homo sapiens scoperti finora, il più antico, le cui ossa corrispondono a quelle degli esseri umani viventi, risale all'incirca al periodo in cui sarebbe vissuta Eva.

## Relazione con Adamo
D'altra parte ci sarebbe stato un uomo più recente, l'Adamo cromosomiale-Y, che avrebbe generato una linea di maschi da cui discendono tutti gli uomini (maschi) della Terra. L'Adamo cromosomiale-Y sembrerebbe aver vissuto circa 75 000 anni fa e la sua età sarebbe, quindi, la metà di quella dell'Eva mitocondriale. Questo significa che un altro collo di bottiglia, oltre a quello relativo a Eva, influì sulla linea di discendenza umana dopo di lei, e questo è stato confermato dalla teoria della catastrofe di Toba. Il fatto che il collo di bottiglia del tempo di Adamo non sembri aver prodotto anche un antenato matrilineare di tutti gli esseri umani viventi — in altre parole, un'altra Eva — mostra che le diramazioni e le scomparse nelle linee di discendenza dipendono dal caso o, in alternativa, che le linee di discendenza maschile potrebbero svanire più rapidamente, forse a causa di una storia di poligamia che avrebbe permesso solo a una porzione dei maschi di produrre una discendenza. Alcuni ricercatori sostengono che prove di questo secondo collo di bottiglia sono ricavabili anche dai dati del DNA mitocondriale. Inoltre è possibile che i dati discordanti di Eva e Adamo possano illustrare imperfezioni nella tecnica dell'orologio molecolare che continua a subire miglioramenti.

## Sfide alla teoria
Una recente sfida alla teoria dell'Eva mitocondriale è rappresentata dall'osservazione dei mitocondri dello spermatozoo che vengono talvolta trasmessi alla progenie. Altre prove suggeriscono che il DNA mitocondriale di spermatozoi e ovuli potrebbe ricombinarsi o scambiarsi pezzi di sequenza (Kraytsberg, 2004). I mitocondri potrebbero, quindi, non essere un indicatore di matrilinearità così autentico, come invece si supponeva quando venne proposta la teoria. In base alla frequenza e al momento in cui si verificano l'eredità paterna e la ricombinazione, si potrebbe arrivare alla conclusione che non sia mai esistita un'Eva mitocondriale. Gli scienziati, tuttavia, ancora discordano sul fatto che questi processi si verifichino e, qualora avvengano, se lo facciano con frequenza sufficiente a escludere la possibilità di un'Eva.

## Eva e la teoria del "fuori dall'Africa"
L'Eva mitocondriale viene talvolta indicata come Eva africana, un antenato di cui si è ipotizzata l'esistenza in base a prove fossili e test del DNA. Secondo la più comune interpretazione dei dati del DNA mitocondriale, i titoli appartengono alla stessa ipotetica donna. Gli alberi genealogici (o "filogenie"), costruiti sulle basi del confronto del DNA mitocondriale, mostrano che gli esseri umani viventi, le cui linee di discendenza mitocondriale si sono ramificate per prime, sono gli indigeni africani e che le linee di discendenza delle popolazioni indigene di altri continenti si ramificano tutte dalla linea africana. I ricercatori ne concludono, quindi, che tutti gli esseri umani viventi discendono dagli africani, alcuni dei quali migrarono fuori dall'Africa per popolare il resto del mondo. Se l'analisi mitocondriale è corretta, poiché l'Eva mitocondriale rappresenta la radice dell'albero genealogico mitocondriale, allora Eva deve essere vissuta in Africa prima dell'esodo. Per questo molti ricercatori prendono le prove mitocondriali a supporto dell'ipotesi della singola origine", o "modello fuori dall'Africa".
La costruzione di alberi genealogici a partire dai dati del DNA è comunque una scienza inesatta. I critici del modello della "genesi africana" sostengono che le prove mitocondriali possono essere spiegate altrettanto bene, se non meglio, da alberi che associano più strettamente Eva alle popolazioni indigene dell'Asia. Dal 2003, comunque, a seguito di miglioramenti nella potenza di calcolo e nei metodi di determinazione degli alberi, queste critiche sono diminuite. In ogni caso, il forte supporto fornito dal DNA mitocondriale all'ipotesi dell'origine africana potrebbe non dipendere dagli alberi. Una scoperta, non soggetta a interpretazione, è che la più grande diversità delle sequenze di DNA mitocondriale sia quella esistente tra gli africani. Questa diversità non si sarebbe accumulata, sostengono i ricercatori, se gli esseri umani non avessero vissuto in Africa per più tempo che in qualsiasi altro luogo. Le analisi delle sequenze del cromosoma Y hanno corroborato le prove fornite dal DNA mitocondriale a sostegno dell'ipotesi dell'origine africana dell'uomo.

## I più recenti antenati comuni
Altri antenati comuni più recenti hanno probabilmente contribuito con diversi geni che risiedono nel DNA nucleare lineare. Per esempio, alcuni potrebbero aver contribuito con un gene che specifica una delle sottounità dell'RNA nei ribosomi. Comunque, poiché la riproduzione sessuata combina il DNA nucleare dei cromosomi forniti dai due genitori, un antenato comune più recente di Eva resta difficile da identificare con i mezzi attuali.
Diversi aspetti del dibattito disciplinare sono esposti nel saggio di Bryan Sykes, Le sette figlie di Eva. Le comuni origini genetiche dell'umanità, in cui, sulla base dello studio del mtDNA, si propone, per la popolazione europea "indigena", la discendenza da sole sette donne vissute tra 10 000 e 45 000 anni fa.

## Nella finzione
- Il romanzo horror giapponese Parasite Eve (da cui derivano film, videogame e manga) usa la teoria dell'Eva mitocondriale come base per una storia in cui uno scienziato fa risorgere la moglie tramite la rigenerazione delle sue cellule epatiche, con effetti disastrosi.
- Nel manga Elfen Lied, di Lynn Okamoto, viene trattata questa teoria ponendo la protagonista, Lucy, come l'Eva mitocondriale di una nuova specie di esseri umani, i Diclonius.
- Il racconto Eva mitocondriale di Greg Egan tratta anch'esso di questo tema.
- La serie televisiva Battlestar Galactica ipotizza l'inizio della razza umana da un'Eva mitocondriale, figlia di un uomo appartenente a una più antica razza umana, evolutasi sul pianeta Kobol, e di una donna Cylone, ossia una forma di vita organica artificiale. Il personaggio in questione ha il nome di Hera Agathon.